# 東急バス虹が丘営業所

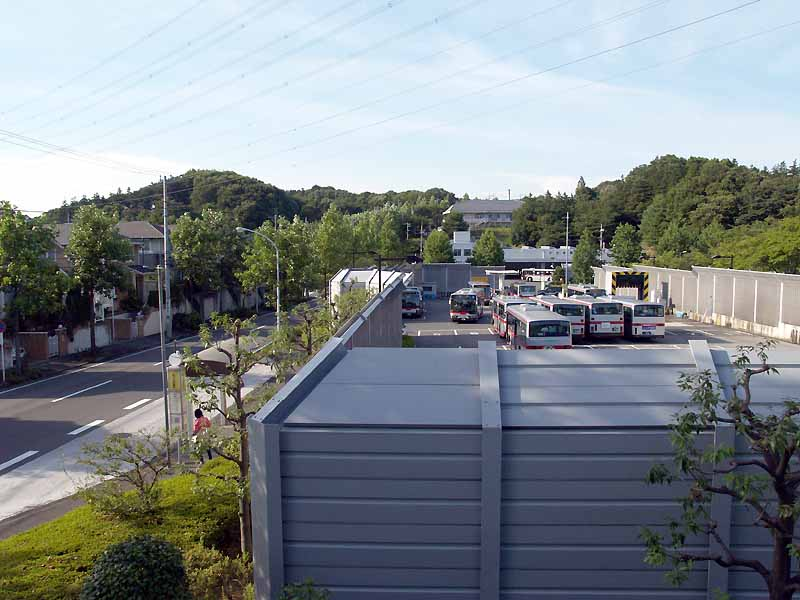
虹が丘営業所（車庫）

東急バス虹が丘営業所（とうきゅうバスにじがおかえいぎょうしょ）は、神奈川県川崎市麻生区王禅寺に所在し、たまプラーザ駅、あざみ野駅から団地を結ぶ路線を主に担当する東急バスの営業所。営業所の略号は新羽営業所 (NI) 、また廃止された中延営業所（N）との重複を避けるため、「NJ」となる。最寄り停留所は「虹が丘営業所」。「虹が丘」の名は営業所に隣接する地名から採られている。

## 沿革
もともと東急バスの田園都市線沿線の川崎市内・横浜市内の路線は、高津営業所が所管しており、当時は国道246号を経由し長距離にわたり出入庫していた。その後、多摩田園都市の開発が進むにつれ人口が増加し、沿線に大規模団地が造成されて路線バスの需要が急激に高まり、高津営業所だけでは対応しきれなくなった。
そこで1980年代に入ると、1981年に横浜市内に青葉台営業所が開設され、続いて1986年に川崎市内に開設されたのが虹が丘営業所である。高津営業所と青葉台営業所から、あざみ野・たまプラーザ地区の路線を移管された。1990年代に営業所管内で大規模な開発が相次いだことから、他の営業所と比べ新しい路線が多い。
2000年代に入ってからは、2006年から2018年にかけて、市が尾中山線・犬蔵線（た83系統）・聖マリアンナ医大線の新設、梶が谷鷺沼線・市ヶ尾線・ニュータウン北線の移管により、担当エリアが拡大している。
一方で、2023年9月1日には、小田急バスとの共同運行路線の整理を実施。新21・新23・新25・柿23系統（新25の出入庫便はた64系統に変更の上で存続）を小田急バスに全便移管の上で、東急バスが撤退となった。なお、この2ヶ月前にあたる2023年7月1日には、弦巻営業所所管の渋24系統から逆に小田急バスが撤退していたため、二度に渡り小田急バスと東急バスの共同運行が解消されることとなった。

### 年表
- 1986年（昭和61年）8月23日 - 虹が丘営業所開設。高津営業所から団地線・嶮山線・荏子田線・元石川線、青葉台営業所からあざみ野線・柿生線を移管されて営業開始。
- 1989年（平成元年）4月10日 - 新百合線を開設。当初は嶮山スポーツガーデン（東急嶮山スポーツガーデン、現：あざみ野ガーデンズ）止まりであった。
- 1992年（平成4年）4月10日 - 黒須田線を開設。
- 1996年（平成8年）4月1日 - 美しが丘線を開設。
- 1997年（平成9年）7月1日 - みすずが丘線を開設。
- 2001年（平成13年）11月16日 - 所管路線に系統番号を付与（柿01・02、新21・23系統はすでに付番済み）。
- 2003年（平成15年）7月15日 - 稗原線を開設。
- 2006年（平成18年）3月16日 - 横浜市営バスの路線民間移譲により、43系統を全面委譲され「市が尾中山線」として開設。同時に空港連絡バス、高速バスディズニーリゾート線を新羽営業所へ移管。
- 2007年（平成19年）12月5日 - 虹が丘営業所管内でPASMOを導入。
- 2009年（平成21年）
  - 4月1日 - 高津営業所から梶が谷鷺沼線を移管される。
  - 11月1日 - 犬蔵線開設。
- 2010年（平成24年）7月1日 - 青葉台営業所から市が尾線を移管される。
- 2018年（平成30年）10月1日 - 聖マリアンナ医大線を開設。
- 2021年（令和3年）12月16日 - た41系統（#団地線）にて、沿線（青葉区）で製造された食品を販売店舗まで輸送する「貨客混載事業」の実証実験を開始（2022年3月31日までの予定[1]）。
- 2022年（令和4年）11月16日 - 市ケ尾高校循環線 市44系統 市が尾駅→（市ケ尾高校）→市が尾駅を開設（平日朝2本のみ、土休日は運休）[2]
- 2023年（令和5年）9月1日 - 路線再編に伴うダイヤ改正を実施[3]。また、柿23・新23（東急バス単独運行の新21を含む）の全区間と、新25の新百合ヶ丘駅発着便を、共同運行相手の小田急バスに全便移管し、東急バスとしては廃止[4]。
- 2024年（令和6年）3月24日 - 同日に行われる東急バス運賃改定に伴い、市43系統における横浜市営バス305系統との共通定期券の取り扱いを終了[5]。

## 現行路線

### あざみ野線
- た26：たまプラーザ駅 - 新石川二丁目 - あざみ野駅 - もみの木台 - 虹が丘団地 - すすき野団地（出入庫系統）
- あ27：あざみ野駅 - あざみ野団地 - もみの木台 - 虹が丘団地 - すすき野団地
- あ27：あざみ野駅←あざみ野団地←もみの木台
- あ27 急行：あざみ野駅→もみの木台→虹が丘団地→すすき野団地（平日・土曜朝のみ）
- あ28：あざみ野駅 - もみの木台 - 虹が丘団地 - 虹が丘二丁目 - 虹が丘営業所（朝のあざみ野駅行・夜間の虹が丘営業所行のみ）
- あ29：あざみ野駅 - 荏子田三丁目 - 蓬谷戸 - 桜アベニュー - 美しが丘西 - 田園調布学園大学キャンパス
- あ29：あざみ野駅 - 荏子田三丁目 - 蓬谷戸 - 桜アベニュー - 美しが丘西
- あ29：あざみ野駅←荏子田三丁目←ジェネヒルあざみ野（平日朝のみ）
- 虹が丘営業所 - 蓬谷戸 - 保木 - 美しが丘西（出入庫系統）
- 虹が丘営業所 - 蓬谷戸 - 保木 - 田園調布学園大学（出入庫系統）

歴史
- 1978年（昭和53年）3月16日 - あざみ野駅 - もみの木台 - 虹が丘団地系統開設。高津営業所所管。
- 1981年（昭和56年）
- 2月1日 - たまプラーザ駅 - あざみ野駅 - もみの木台 - 虹が丘団地系統開設。
- 6月23日 - 青葉台営業所開設に伴い移管。
- 1982年（昭和57年）10月2日 -  嶮山線開設に伴い、　　　「あざみ野四丁目」を「あざみ野団地」、「スポーツガーデン」を「嶮山スポーツガーデン」に改称。あざみ野四丁目は、満願寺～大場町間に設置。
- 1986年（昭和61年）8月23日 - 虹が丘営業所開設に伴い移管。あざみ野駅 - もみの木台 - 虹が丘団地 - 虹が丘営業所系統（現あ28系統）開設。
- 1991年（平成3年）9月16日 - すすき野とうきゅう開業に伴い折返場が移動。虹が丘団地行はすすき野団地まで延伸。
- 1993年（平成5年）3月18日 - あざみ野駅 - 西勝寺循環が開業。（平日9:27のみ、他路線が遅れた場合には運休）。
- 2000年（平成12年）11月16日 - あざみ野団地→あざみ野駅  新設。平日朝に10本運行。嶮山折返所を使用し、嶮山折返所～あざみ野団地までは回送。（あざみ野団地積み残し対策）。
- 2001年（平成13年）11月16日 - 系統番号が付与される。
- 2002年（平成14年）
  - 2月16日 - あ25系統開設[6]。
  - 9月17日 - あざみ野駅→虹が丘営業所の急行便を新設（朝の桐蔭学園通学輸送対策）。あ24系統を増便し、あざみ野団地→あざみ野駅系統廃止。あざみ野駅 - 西勝寺循環廃止。
- 2003年（平成15年）5月15日 - あ29系統開設。それに伴いあ25系統は平日土曜の朝あざみ野駅行2便にまで削減。前述の急行系統をすすき野団地行に変更。「嶮山スポーツガーデン北」、「ジェネヒルあざみ野」停留所新設。
- 2019年（平成31年）4月1日 - あ25系統(美しが丘西→すすき野団地→あざみ野駅)廃止。
- 2020年（令和2年）6月1日 - あ27系統のもみの木台始発便を新設（15時台のあざみ野駅行1本のみ）。

た26・あ27・28系統は、主にあざみ野駅（た26のみたまプラーザ駅南口始発）とすすき野団地・虹が丘営業所を、あざみ野ガーデンズ・もみの木台・虹が丘団地経由で結ぶ路線。当営業所の主要路線であり、東急田園都市線・横浜地下鉄ブルーラインと桐蔭横浜大学、桐蔭学園高校・中等教育学校を結ぶ通学輸送の役割も極めて重い。終日本数が多く、日中でも毎時9 - 10本が運行されている。
メインとなるあ27系統は比較的短距離な路線であるが、沿線に大規模な団地を3つも抱え（あざみ野団地、虹ヶ丘団地、すすき野団地のことで、同名のバス停以外に、すすき野一丁目・もみの木台・すすき野二丁目・虹が丘小学校バス停付近にも団地が多く存在する）、同時に桐蔭学園の通学輸送も担うため、朝は両方向で混雑が激しい。すすき野団地と虹が丘団地からはたまプラーザ駅行きも出ているため混雑は緩和されるが、虹が丘小学校から先は当路線の本数が圧倒的に多い。平日土曜の朝には、桐蔭学園生徒の登校の便を図ったすすき野団地行き急行便（車外の表示器に系統番号は付与されないが、車内放送ではあ27系統扱い）があり、途中はもみの木台・虹が丘団地のみ停車する。平日は虹が丘営業所行きの深夜バスが運行される。
た26系統は、たまプラーザ東急SC（現：たまプラーザテラス）への買い物客を見込んで開設、たまプラーザ東急SCの営業時間帯に運転する。開設からしばらくはほぼ20分間隔で毎時3本だったが、毎時2本、毎時1本と減便が続いている。2021年3月15日のダイヤ改正で平日の1往復のみとなり、ニュータウン北線の出入庫となった。あ25系統については下のあ29系統の欄を参照。
あ28系統は、朝の駅方向と夜の営業所方向のみ。最早朝帯はすべてこの路線に集約されており、始発便は当営業所を午前4時台に出発し、あざみ野駅からの田園都市線渋谷方面の始発電車に接続できるようになっている。一方夜間は深夜バスが存在する。虹が丘二丁目を経由するバスはあ28系統だけである。以前は日中も走っていた。
あ29系統は、あざみ野駅と田園調布学園大学をあざみ野ガーデンズ・荏子田三丁目・桜アベニュー・美しが丘西経由で結ぶ路線。近年、開発が進んだジェネヒルあざみ野と美しが丘西の住民の便を図るために新設。田園調布学園大学の学生輸送も担う。あ29系統の田園調布学園大学線の「田園調布学園大学キャンパス」バス停は以前は学校施設利用者のみ乗降可能だったが、2005年にバス停を移設したことで、一般客も乗降できるようになった。なお、朝と夜は美しが丘西始発着になる。
2002年にあ27系統を延長する形で、保木を経由しあざみ野駅と美しが丘西を結ぶあ25系統を新設したが、東急が新たに荏子田地区でジェネヒルあざみ野のブランドで分譲住宅の販売を始める際に経由地を荏子田三丁目・桜アベニューに改めたあ29系統を新設し、こちらをメインにした。ただし、出入庫に際しては従来通りのあ25系統のルートに沿って走っている。
日中はあ27系統あ29系統共に基本的に長尺車と標準尺車が充当する。

### 黒須田みすず線
- あ71：あざみ野駅 - あざみ野三丁目 - 大場坂上 - 黒須田 - あざみ野ガーデンズ
- あ72：あざみ野駅 - みすずが丘 - 大場坂上 - 大場中央 - あざみ野ガーデンズ
- あ75：あざみ野駅 - 直行 - 多摩大学目黒セミナーハウス (学校関係者のみ乗車可能)

歴史
- 1992年（平成4年）4月10日 - 黒須田線あざみ野駅 - 黒須田 - 嶮山スポーツガーデン系統（現あ71系統）開設。
- 1997年（平成9年）7月1日 - みすずが丘線あざみ野駅 - みすずが丘 - 嶮山スポーツガーデン系統（現あ72系統）開設。
- 2001年（平成13年）11月16日 - 両系統に系統番号が付与。
- 2002年（平成14年）2月16日 - 日中に限り両系統を統合し「8の字循環」に転換する形で、あ73・あ74系統を開設[6]。同時に路線名を統合し黒須田みすず線に変更。
- 2008年（平成20年）9月1日 - あ71系統深夜バス（平日のみ）を開設[7]。
- 2009年（平成21年）4月1日 - あ73・あ74系統を廃止。循環運転を取り止め。
- 2013年（平成25年）10月1日 - 嶮山スポーツガーデンバス停の名称をあざみ野ガーデンズへ変更

あざみ野駅とあざみ野ガーデンズをあざみ野三丁目・黒須田経由とあざみ野南・みすずが丘・大場中央経由で結ぶ路線。この路線は1990年代に開発が進んだ黒須田・みすずが丘の住民の便を図るために新設。後に慶應横浜初等部への通学輸送の役割が加わった。
あ71系統(黒須田線)はあざみ野二丁目で左折、あざみ野名物の桜並木を抜ける。あ72系統(みすず線)はあざみ野駅を出るとすぐ左折し、あざみ野南・みすずが丘を経由。両系統は大場坂上で交差し、それぞれあざみ野ガーデンズへ向かう。
あ75系統はあざみ野駅ー多摩大学目黒セミナーハウスを走る学校関係者専用系統。停留所に掲示されている表に運行日が書かれている。この系統は黒須田線からの流れ運用である。
基本的には黒須田線・みすず線ともに長尺車・標準尺車が充当するがあ75系統にはバックカメラ付き短尺車が充当する為、黒須田線の一部も短尺車が充当する。

### 柿生線

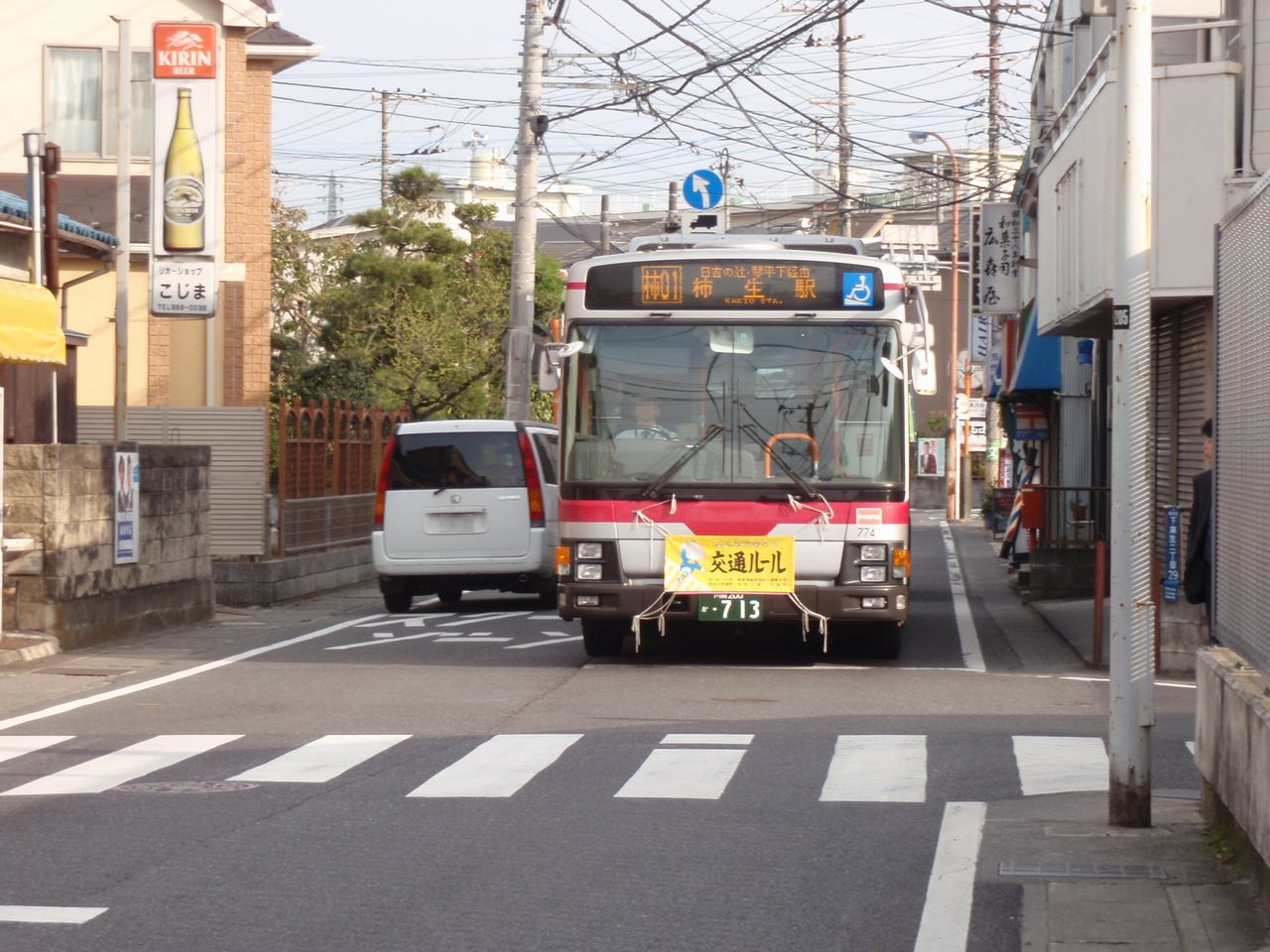
柿01 麻生不動入口にて(NJ774)

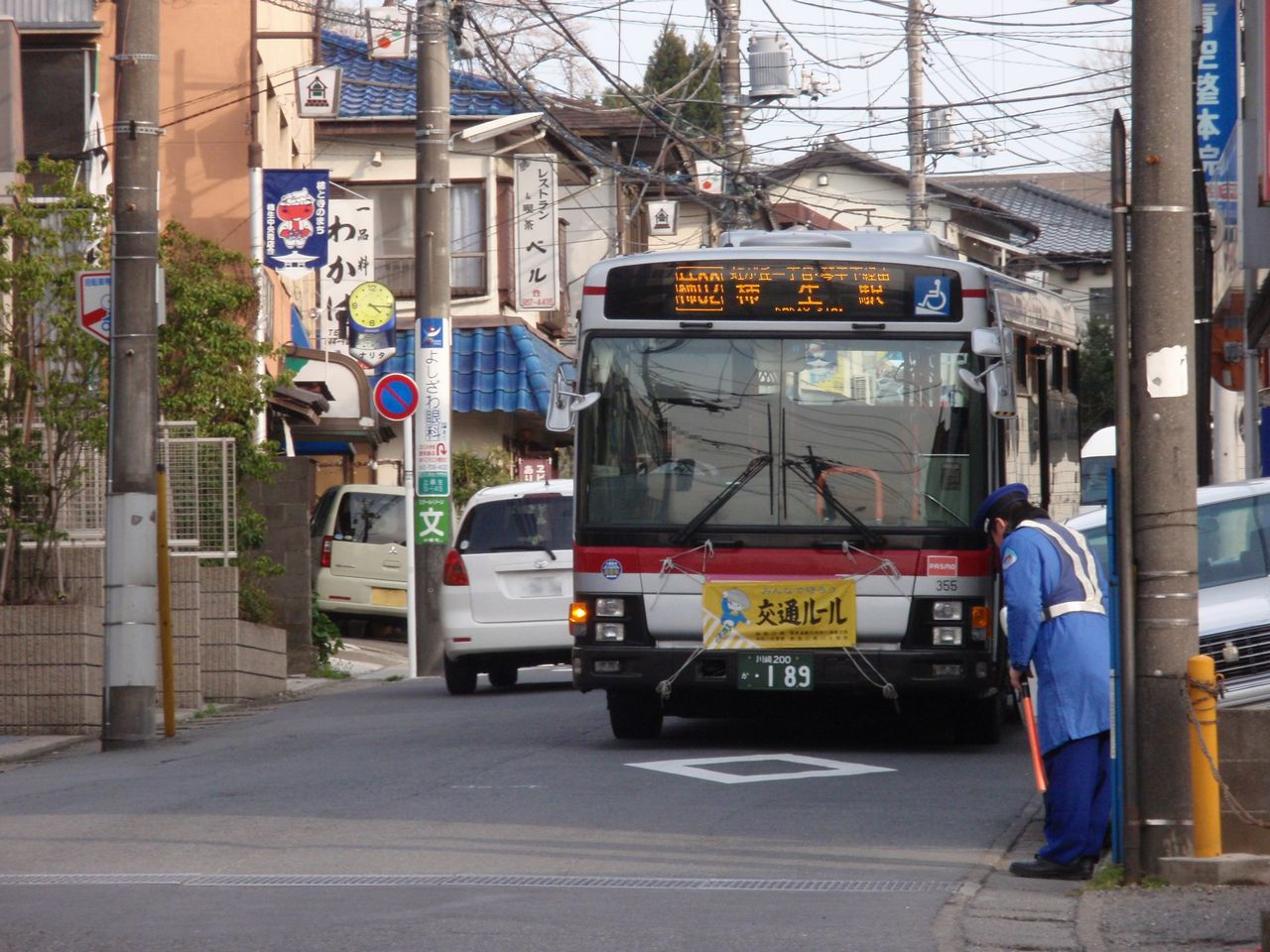
柿02 柿生駅前にて(NJ355)

- 柿01：柿生駅前 - 琴平下 - 王禅寺東三丁目 - 日吉の辻 - 保野 - 美しが丘西一丁目 - 平津三叉路 - たまプラーザ駅
- 柿02：柿生駅前 - 琴平下 - 虹が丘一丁目 - 虹が丘営業所 - 虹が丘団地 - すすき野団地
- 柿02：虹が丘団地 → 虹が丘一丁目 → 琴平下 → 柿生駅前（柿生駅方向のみ）
- 柿02：柿生駅前 → 琴平下 → 王禅寺東三丁目 → 虹が丘営業所 → 虹が丘団地 → すすき野団地（すすき野団地方向のみ）
- 柿02：柿生駅前 - 琴平下 - 王禅寺東三丁目 - 虹が丘営業所 - 虹が丘団地
- 柿33：柿生駅前-王禅寺中央中学校前-王禅寺東三丁目-虹が丘団地-すすき野団地
- た31：たまプラーザ駅 - 平津三叉路 - 美しが丘西一丁目 - 保野 - 日吉の辻 - 王禅寺東三丁目 - 虹が丘営業所(出入庫)

歴史
- 1966年（昭和41年）4月1日 - 田園都市線開通に伴い、柿01系統を新設。高津営業所所管。
- 1981年（昭和56年）6月23日 - 青葉台営業所開設に伴い移管。
- 1986年（昭和61年）8月23日 - 虹が丘営業所開設に伴い移管。柿生側からの出入庫便を新設するも後に廃止。
- 1988年（昭和63年）（月日不明） - たまプラーザ側からの出入庫便（現：た31系統）新設。柿02系統を新設。当時は虹が丘団地止まり。
- 1991年（平成3年）9月16日 - すすき野東急開業に伴い折返場が移動。虹が丘団地行きはすすき野団地まで延伸。
- 2001年（平成13年）11月16日 - たまプラーザ駅側からの出入庫便に系統番号が付与される。
- 2012年（平成24年）2月1日 - 柿01・た31のみ美しが丘西一丁目経由となる。
- 2023年（令和5年）9月1日 - 新21・新23系統から東急バスが撤退することに伴い、真福寺 - 王禅寺中央中学校前 - 裏門坂間の免許維持のため、柿33系統（柿生駅前→王禅寺中央中学校前→すすき野団地）を新設[3]。

主に小田急小田原線柿生駅と東急田園都市線たまプラーザ駅を、琴平下・王禅寺東三丁目・保野経由で結ぶ路線。元石川線と並び、管内で最も古い路線の一つである。基本は標準尺や短尺車での運行で、長尺車が充当することは稀である。
日吉の辻 - 柿生駅前間にて、川崎市バスの柿04系統との共通定期券を取り扱っている。
柿02系統は大半が虹が丘一丁目経由だが、朝夕に通勤用の王禅寺東三丁目経由が存在する。ただし正月三が日は琴平神社初詣客の渋滞回避のため日中も王禅寺東三丁目経由になる。柿02系統の王禅寺東三丁目経由の上りは、正月三が日以外はすべて虹が丘団地発である。これは柿生線の出庫としても補うものである。正月三が日は琴平神社の初詣の影響で全便が王禅寺東三丁目経由となるため、上りにすすき野団地発便が存在する。
日中は柿01がメインで運行されており、日中毎時2本 - 3本程度の運行がある。柿02の運行間隔は不均等である。た31は日中の便は主に出入庫で運転されるが、朝夕時間帯は柿01の区間便として1時間あたり4本程と本数が増える。これにより保木～王禅寺東三丁目間は朝夕は1時間あたり7～8本と多めの本数が確保されている。なお、た31の虹が丘営業所発の便は営業所構内にあるバス停で乗降扱いを行う。
柿生駅の停留所は「柿生駅前」であるが、車内放送では「柿生駅南口（かきおえきみなみぐち）」と案内する。
柿生駅南口は道が狭く、バスが歩行者とすれすれで通行する状態であった。同時に駅到着まで時間がかかる、専用の柿生折返所まで行かないと折り返せないなどの問題点があった。その問題を解決するため、2007年（平成19年）4月1日より駅から距離のある場所に設置された仮設ターミナルの使用を開始した。その際に柿生折返所の使用は停止され、現在は休止状態にある。
2012年2月1日のダイヤ改正より、柿01系統・た31系統については美しが丘西一丁目を経由するようになり、保木と保木入口については乗降場所が変更となった。
2023年9月1日のダイヤ改正で、柿生駅から王禅寺中央中学校前・王禅寺東三丁目経由ですすき野団地へ向かう柿33系統が新設。平日1本のみ運行。

### 新百合線
- あ24：あざみ野駅 - もみの木台 - 虹が丘小学校 - 虹が丘営業所（出入庫系統）

歴史
- 1989年（平成元年）4月10日 - 新百合ヶ丘駅 - 嶮山スポーツガーデン間の新21系統開設（小田急バスと共管）。
- 1991年（平成3年）6月16日 - 終点をあざみ野駅まで延長し、新23系統開設（小田急バスと共管）。
- 2012年（平成24年）4月1日 - 新21系統が東急バス単独の運行となる
- 2022年（令和4年）10月16日 - 共同運行相手の小田急バスが営業所移転のため、新百合ヶ丘営業所所管に変更。
- 2023年（令和5年）9月1日 - 新21・新23を小田急バスに全便移管し、東急バスとしては廃止[4]。

あざみ野駅 - 虹が丘営業所の結ぶ便。嶮山線・元石川線・あざみ野線の出入庫の一部に用いられているが、近年は減少傾向にある。あざみ野駅乗り場は1番で、乗客の多くはあざみ野線に集中するため、虹が丘営業所行きはラッシュ時間帯でも空いていることが多い。あ28系統と違い虹が丘団地は経由しない。

### 稗原線
- た64：たまプラーザ駅 - 覚永寺 - 美しが丘西一丁目 - すすき野団地 - 虹が丘営業所

歴史
- 2003年（平成15年）7月15日 - 開設。
- 2023年（令和5年）9月1日 - た64系統に系統番号を変更[3]。
- 2024年（令和6年）4月1日 - 駅方向の便が復活[8]。

たまプラーザ駅から、覚永寺・美しが丘一丁目・すすき野団地を経て虹が丘営業所へ向かう入庫路線で、2023年8月31日までは、新25系統を名乗っていた。平日1本のみ運行。2024年4月1日のダイヤ改正で一度消滅した駅方向の便が復活した。現在は、聖マリアンナ医大線の出入庫として運行している。

### 団地線
- た41：たまプラーザ駅 - 平津三叉路 - 保木 - すすき野団地 - 虹が丘営業所

歴史
- 1974年（昭和49年）5月29日 - たまプラーザ - 平津三叉路 - すすき野団地系統開設。高津営業所所管。
- 1986年（昭和61年）8月23日 - 虹が丘営業所開設に伴い所管変更。行き先を虹が丘営業所まで延伸。平日土曜の深夜バス運行開始。
- 1987年（昭和62年）5月10日 - 保木・すすき野入口間に蓬谷戸停留所を新設。
- 2001年（平成13年）11月16日 - 系統番号（た41）が付与。

たまプラーザ駅とすすき野団地・虹が丘営業所を結ぶ、虹が丘営業所の主要路線である。終日本数が多い。沿線に団地があるので利用者は多い。た41系統で往復する運用のほか、たまプラーザ駅、鷺沼駅発着路線（梶01・鷺31。たまプラーザ駅 - 鷺沼駅は回送）の一部便も出入庫を当路線で行っている。平日は虹が丘営業所行深夜バスがある。

### 元石川線
- た51：たまプラーザ駅 - 平津三叉路 - 保木入口 - 元石川町 - あざみ野駅 - 東名江田 - 江田駅
- た51：あざみ野駅 - 東名江田 - 江田駅（区間便）
- た51：虹が丘営業所 → 保木 → 元石川町 → あざみ野駅 → 東名江田 → 江田駅（出庫系統）

歴史
- 田園都市線開通以前に綱島駅 - 保木系統など荏田を経由する系統が存在。
- 1966年（昭和41年）4月1日 - 田園都市線開通に伴い江田駅 - 荏田 - 牛込 - 元石川町 - 保木 - 王禅寺原研前系統開設。高津営業所所管。
- 1966年6月1日 - たまプラーザ駅 - 元石川町 - 江田駅系統（現た51系統）開設。たまプラーザ駅 - 平津 - 国道246号経由 - たまプラーザ駅系統開設（後の江田駅→鷺沼駅入口→たまプラーザ駅系統）。
- 1977年（昭和52年）5月25日 - あざみ野駅開業。あざみ野駅を経由するようになる。
- 1986年（昭和61年）
  - 8月23日 - 虹が丘営業所開設と同時に高津営業所から移管。
  - 11月4日 - 虹が丘営業所 - 保木入口 - あざみ野駅 - 江田駅 - 緑区北部支所前 - 市が尾駅系統開設。
- 1991年（平成3年）9月16日 - たまプラーザ駅 - 覚永寺循環（後のた52系統）開設。虹が丘営業所 - あざみ野駅 - 市が尾駅系統廃止。
- 2001年（平成13年）11月16日 -系統番号を付与（ただし江田駅→鷺沼駅入口→たまプラーザ駅系統には系統番号付与せず）。
- 2003年（平成15年）
  - 7月15日 - 新25系統新設に伴いた52系統を廃止。
  - 9月15日 - 江田駅→鷺沼駅入口→たまプラーザ駅系統を廃止。
- 2024年（令和6年）
  - 8月31日 - 江田駅→あざみ野駅→保木→虹が丘営業所の入庫系統を廃止。
  - 9月1日 - ダイヤ改正に伴い、たまプラーザ駅発着は平日、土休日共に日中7往復に減便。あざみ野駅、江田駅発着も早朝2本と日中のみの運行に縮小。

たまプラーザ駅と江田駅を保木入口・あざみ野駅・東名江田経由で結ぶ路線。管内では柿生線と並ぶ最も古い路線の一つであるが利用者も本数も少ない。あざみ野駅と保木入口の間は東急が1時間1本に対し並走する小田急バスの蔵敷線は日中20分間隔と圧倒的に多い。あざみ野駅 - 江田駅では平日朝夕のみ区間便がある。また、あざみ野線や稗原線と同路線を掛け持ちする運用なども存在する。大型短尺車が指定の路線となっており滅多に標準尺以上の車は充当しない。

### 嶮山線
- た61（内回り）：たまプラーザ駅→満願寺→元石川高校→あざみ野ガーデンズ→大場町→満願寺→たまプラーザ駅
- た61：たまプラーザ駅→満願寺→元石川高校→あざみ野ガーデンズ北
- た62：たまプラーザ駅→満願寺→大場町→あざみ野ガーデンズ
- た62：あざみ野ガーデンズ北→元石川高校→満願寺→たまプラーザ駅
- た63：たまプラーザ駅 - 満願寺 - 元石川高校 - あざみ野ガーデンズ - 大場町 - あざみ野駅

歴史
- 1982年（昭和57年）10月2日 - 嶮山線（たまプラーザ駅 - 満願寺 - 大場町 - 嶮山スポーツガーデン）開設。所管は高津営業所。
- 1985年（昭和60年）2月1日 - 荏子田線（たまプラーザ駅 - 満願寺 - 元石川高校 - 嶮山スポーツガーデン）開設。所管は高津営業所。
- 1986年（昭和61年）8月23日 - 虹が丘営業所開設に伴い移管。
- 1986年11月1日 - 両路線を統合して循環路線に転換。たまプラーザ駅 - 元石川高校 - 【内回り】嶮山循環とたまプラーザ駅 - 大場町 - 【外回り】嶮山循環に再編成。荏子田線の名称消滅。
- 2001年（平成13年）11月16日 - 系統番号が付与される。内回りは「た61系統」、外回りは「た62系統」。
- 2003年（平成15年）5月16日 - 嶮山スポーツガーデン - 荏子田三丁目間に嶮山スポーツガーデン北停留所新設。
- 2006年（平成18年）9月1日 - あざみ野駅発着の「た63系統」新設[9]。
- 2012年（平成24年）2月1日 - 嶮山スポーツガーデン・嶮山スポーツガーデン北～虹が丘営業所の出入庫路線廃止。
- 2019年（令和元年）7月1日 - 「た62系統｣循環外回り線廃止

た61系統はたまプラーザ駅と荏子田地区・あざみ野ガーデンズを結ぶ路線。元石川高校通学輸送も担う。日中は毎時2 - 3本となる、並行するた63系統を合わせると毎時4 - 6本となる。た62系統は2019年7月1日のダイヤ改正でたまプラーザ駅→大場町先回りの循環(外回り)が廃止され、たまプラーザ駅→あざみ野ガーデンズ(夜22時の1便のみ)・あざみ野ガーデンズ北→たまプラーザ駅間の運行となった。
もともと、嶮山線・荏子田線共にたまプラーザ東急SCへの買い物客を見込んで開設。
た63系統はたまプラーザ駅から元石川高校を経由し、大場町バス停で左折せずに直接あざみ野駅へ向かう系統。地下鉄利用者であざみ野駅から元石川高校へ通学する生徒の便を図って設けられた。日中は毎時2 - 3本と本数は少ないが、平日朝は通学対策便が設けられている。

### 美しが丘線
- た71：たまプラーザ駅 - 平津三叉路 - 保木入口 - 薬師台公園 - 美しが丘西
- 虹が丘営業所 - 蓬谷戸 - 保木 - 美しが丘西（出入庫系統）

歴史
- 1996年（平成8年）4月1日 - 美しが丘線運行開始。
- 1999年（平成11年）9月1日 - 調布学園（現：田園調布学園大学）まで延伸[10]。
- 2001年（平成13年）
  - 1月19日 - 元石川小学校スクールバス運行開始。
  - 11月16日 - 系統番号（た71）が付与。
- 2003年（平成15年）7月16日 - 稗原線新25系統開通に伴い、運行区間を美しが丘西までに短縮。
- 2013年（平成25年）3月25日 - 美しが丘西小学校開校に伴い、元石川小学校スクールバスを廃止。

たまプラーザ駅と美しが丘西地区を結ぶ路線。日中の本数は毎時1 - 3本と少ない。1990年代後半に開発が進んだ、美しが丘西の住民の便を図るために開設。
基本的に長尺車・標準尺車での運行となり短尺車は充当しない。
1999年から2003年までの間、美しが丘西停留所から川崎市麻生区にある調布学園（現：田園調布学園大学）構内まで路線が延伸されていた。2003年に田園調布大学前を経由する稗原線が新設され元の美しが丘西止まりに戻った。

かつて横浜市青葉区美しが丘西町内は、3丁目の一部を除いて地区から遠い元石川小学校の学区であり、通学対策として2001年に虹が丘営業所発、蓬谷戸・美しが丘西（一旦折り返す）経由元石川小学校入口（このバスのみ停車の停留所）行き片道輸送のスクールバスが運行されていた。2003年には始発が蓬谷戸に短縮、後に美しが丘西始発の便が設定された。

### ニュータウン北線
- た91：たまプラーザ駅 - 研究所前 - 北山田駅 - サレジオ学院 - センター北駅
- た91：北山田駅 - サレジオ学院 - センター北駅
- た94：たまプラーザ駅 - 研究所前 - すみれが丘

歴史
- 1990年（平成2年）11月16日：たまプラーザ駅 - 新北川橋（後の初代た91）、たまプラーザ駅 - すみれが丘（後のた94）を開設。当初は新羽営業所所管。
- 1993年（平成5年）3月18日：たまプラーザ駅 - センター北・南駅（後のた91・た92）、たまプラーザ駅 - 中川駅 - すみれが丘（後のた95）、センター北駅 - 新北川橋（後の北302）、センター北駅 - 北原橋循環 - センター北駅（後の北21）を開設。
- 1993年11月1日：東山田営業所開設に伴い移管。
- 2003年（平成15年）3月19日：北21系統廃止。た99（後のた93、たまプラーザ駅 - 研究所前 - 北山田駅 - 東山田営業所）系統開設。
- 2007年（平成19年）4月1日：市営302系統短縮に伴い共通乗車券取り扱いを中止。
- 2007年4月6日：従来からのサレジオ学院生徒輸送バスを生徒以外も乗車可能な形態に変更。
- 2008年（平成20年）
  - 3月30日：横浜市営地下鉄グリーンライン開業に伴い、た91・た95・北302系統・サレジオ学院直行バスを廃止し、た92・た93系統を北山田駅、サレジオ学院経由に経路変更[11]。また、た93系統はた91系統に、た99系統はた93系統に系統番号を変更。
  - 11月1日：た94系統を廃止。
- 2010年（平成22年）10月1日：た91・た92系統を東山田営業所から移管、た94系統を再開、た91に北山田駅 - センター北駅間の区間便を新設。た93系統（たまプラーザ駅 - 研究所前 - 北山田駅 - 東山田営業所）を廃止。
- 2021年（令和3年）11月1日：た92系統を廃止[12]。

たまプラーザ駅およびセンター北駅と港北ニュータウン北部の幹線道路沿いの地域を結ぶ。この路線は移管前から短尺ノンステップ車が主に使用されていたが、現在では沿線の開発が進み乗客が増加したことで基本的に長尺車・標準尺車が充当する。
主にた91系統を運行し、日中は1時間に3本程度の運行である。かつては日中時間帯にセンター南駅まで向かうた92系統もあったが、2021年11月1日のダイヤ改正をもって廃止され、終日センター北駅発着となった。沿線に東京都市大学横浜キャンパス（すみれが丘南が最寄り停留所）やサレジオ学院があるほか、新石川・中川地区や南山田地区では数少ない路線バスということもあり、乗客は比較的多い。この路線の移管により、ニュータウン線廃止以来約15年ぶりに虹が丘が港北ニュータウンへの乗り入れ路線を受け持つことになった。
たまプラーザ駅 - サレジオ学院直行バスは従来から存在するサレジオ学院生徒輸送バスを生徒以外も利用できるように形態変更したものであった。途中無停車。ただしサレジオ学院の登下校時間帯のみの運行で、休校日や休日、試験日など学校の時間割に合わせたダイヤとなっていた。また、通常パターン、試験日パターン、試験前パターンなどがあり、どのパターンで運転するかは、たまプラーザ駅、サレジオ学院、センター北駅の各バス停に掲示されていた。
廃止となった北21系統は市営バスの302系統（区間廃止）と303系統（廃止）を足して2で割ったルートとなっており、案内上は「ニュータウン循環」や「中循環」と呼ばれていた。末期は1日1本片方向（13 - 14時台、内回り）のみとなっていた。
た95系統は廃止当時、中川駅に乗り入れる唯一の路線バスであり、1日1往復のみの運行であった。これはかつて、あざみ野駅 - 茅ヶ崎新道 - 市が尾駅を結んだ路線の名残であった。
北302系統は元々は横浜市営バス302系統と並走し、共通乗車券も取り扱っていた。このため2001年の系統番号付与に際しては、異例の3桁番号が与えられた。しかし2007年4月から市営302系統が仲町台駅 - 港北工業団地 - 新北川橋に短縮（グリーンライン開業時に東山田駅まで、2010年10月に一部便が市営88系統と統合して現在は勝田経由でセンター南駅に再延長）され、廃止されるまでの最後の1年間は路線が完全に被らなくなっていた。

### 市が尾中山線

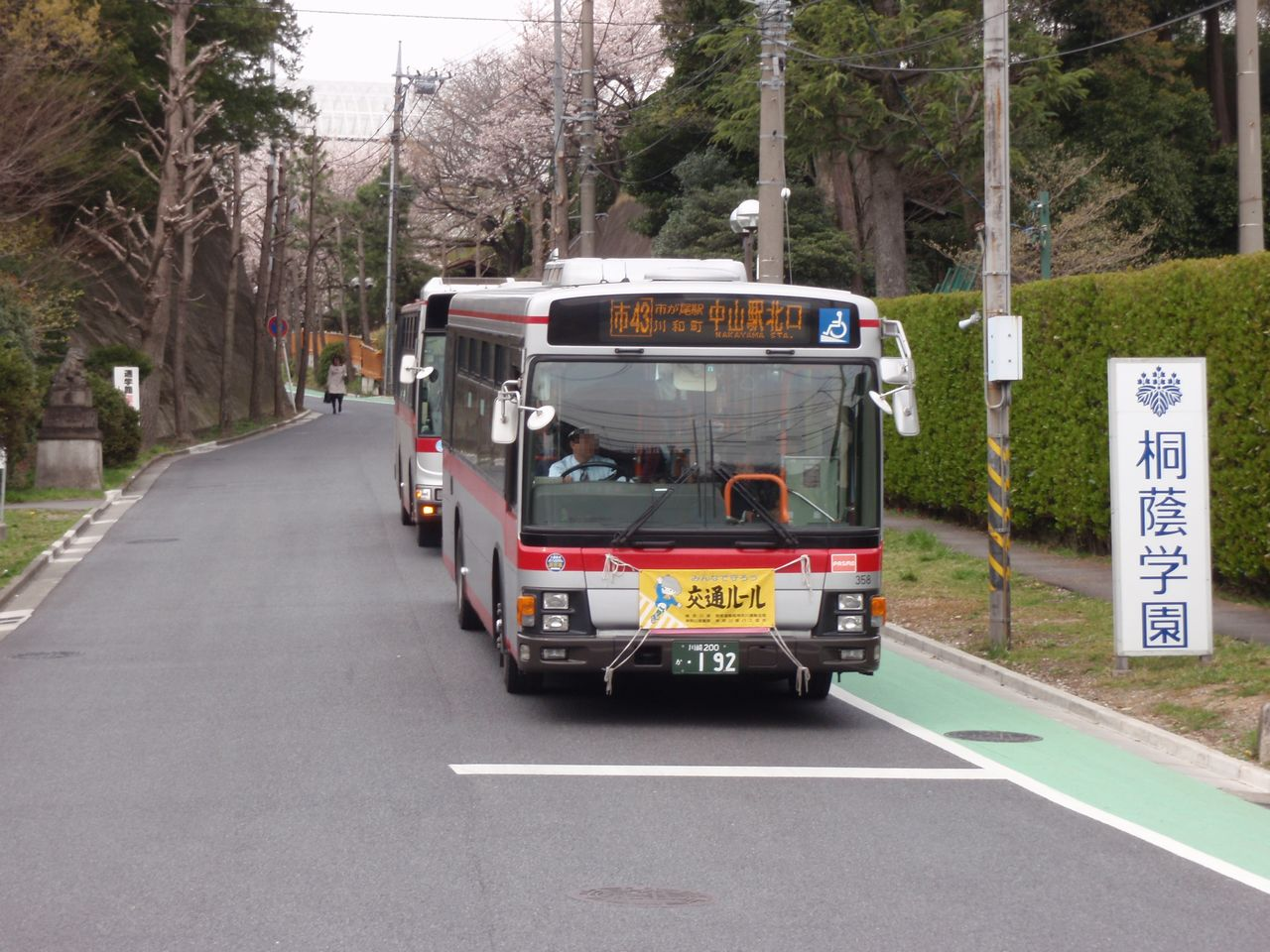
市43は桐蔭学園構内へ乗り入れる 桐蔭学園入口にて(NJ358)

- 市43：中山駅北口 - 貝の坂 - 川和町 - 市が尾駅 - 桐蔭学園前
- 市43：中山駅北口 - 貝の坂 - 川和町 - 市が尾駅
- 市43：市が尾駅 - 桐蔭学園前
- 市43：市が尾駅 - 桐蔭学園入口 - 鉄町（出入庫系統）
- 市43：市が尾駅 - 桐蔭学園入口 - 鴨志田 - 鴨志田団地 - 日体大 - こどもの国 - 奈良北団地折返場（平日のみ）
- 市43：市が尾駅→桐蔭学園入口→鴨志田→鴨志田団地→寺家町→桐蔭学園入口→市が尾駅
- 市43：鴨志田→寺家町→甲神社入口→桐蔭学園入口→市が尾駅→川和町→貝の坂→中山駅北口（出庫系統）
- 直行：市が尾駅 - 桐蔭学園前

歴史
- （年月日不明） - 市が尾線・市が尾駅 - 桐蔭学園前を開設。当初は高津営業所所管。
- 1981年（昭和56年）6月23日 - 青葉台営業所開設に伴い移管
- 2006年（平成18年）3月16日 - 横浜市営バス43系統の移譲を受けて中山駅北口 - 桐蔭学園・寺家町、市が尾駅 - 奈良北団地折返場系統を開設。従来の市43系統も青葉台より虹が丘へ移管。市が尾駅 - 鉄町系統の出入庫便も開設。
- 2007年（平成19年）4月1日 - ダイヤ改正により、鉄町始発便が廃止。
- 2009年（平成21年）4月1日 - ダイヤ改正により、甲神社入口終着便が廃止。
- 2016年（平成28年）3月26日 - ダイヤ改正により、桐蔭学園対策便として登下校時間帯に市が尾駅〜桐蔭学園前で途中無停車の直行便が新設される。（桐蔭学園方面は登校時間帯のみ市が尾駅方面は下校時間帯のみ運行）
- 2020年 (令和2年) 6月1日 - ダイヤ改正により、中山駅北口発寺家町循環を廃止し、市が尾駅発に短縮される[13]。
- 2024年（令和6年）
  - 3月24日 - 同日に行われる東急バス運賃改定に伴い、横浜市営バス305系統との共通定期券の取り扱いを終了[5]。
  - 4月1日 - 土曜1本のみ、鉄町始発便が復活[8]。

主にJR横浜線中山駅北口と田園都市線市が尾駅、市が尾駅と桐蔭学園前・鴨志田団地を横浜上麻生道路旧道経由で結ぶ路線。桐蔭学園通学輸送も担う。平日・土曜に運行される市が尾駅 - 桐蔭学園前間の直行便は、新道経由で運行されており、旧道走行区間は中鉄交差点～桐蔭学園入口交差点のみである。運行日中の本数は区間によって差がある。なお、市が尾駅 - 上鉄鴨志田口間は、並行する小田急バス柿23系統との共通定期券の取り扱いがある。中山駅 - 貝の坂間で取り扱っていた横浜市営バス305系統との共通定期券は、2024年3月23日をもって終了となった。
市が尾駅 - 桐蔭学園前において従来より東急バスが横浜市営バス43系統と共同運行していたが、それ以外の市営単独運行区間も移管されて開設。市営時代と同じく、中山駅北口 - 奈良北団地折返場の通し運行はない。移管時に、川和町発着便は廃止された。なお、桐蔭学園前には横浜市営バス仕様のバス停標識が残されており、現在も使用されている。
日中は市が尾駅 - 桐蔭学園前間は毎時2 - 3本、中山駅北口 - 市が尾駅間は毎時1 - 2本（桐蔭学園通学時間帯は市が尾駅 - 桐蔭学園前間の本数が増える）。桐蔭学園での行事開催時や、生徒の登下校時間帯が異なる日等には、桐蔭学園より要請を受け、混雑状況をみて市が尾駅 - 桐蔭学園前間で臨時便を運行することがある。臨時便は直行便が設定されている時間帯は直行便、その他の時間帯は市43系統で運行されることが多い。臨時便にはダッシュボードに「臨時」や「増便」のプラカードが掲げられる。
出入庫は主に虹が丘営業所 - 桐蔭学園前・鉄町/鴨志田（始発のみ）の回送で行うが、市が尾駅発中山駅北口行始発と朝の市が尾駅発便何本かに関しては「あ28系統」で、虹が丘営業所からあざみ野駅まで送り込まれた便をあざみ野駅から新横浜元石川線・国道246号経由で市が尾駅まで回送することで出庫させている。
直行便も含め基本的に短尺車や標準尺車での運行で、長尺車が運用するのは希である。

### 梶が谷鷺沼線
- 梶01：梶が谷駅 - 上野川 - 野川台 - 宮崎小学校 - 鷺沼駅
- 梶01：梶が谷駅 - 上野川 - 野川台 - 野川台公園前（平日朝と深夜帯のみ）（高津営業所と共管）
- 梶01：野川台公園前 - 宮崎小学校 - 鷺沼駅（早朝と深夜帯のみ）

歴史
- 1966年（昭和41年）9月1日：野川線、鷺沼駅 - 野川台 - 小杉駅間で運行開始。当時は川崎営業所所管。
- 1970年（昭和45年）7月10日：梶が谷線、梶が谷駅 - 野川台間で運行開始。当時は高津営業所所管。
- 1978年（昭和53年）：野川線（杉08）、梶が谷線（梶01）に系統番号付与。
- 1981年（昭和56年）5月26日：野川線、野川台で分断される。鷺沼駅 - 野川台が鷺06、小杉駅 - 野川台間は杉09となる。
- 1989年（平成元年）4月3日 - 梶が谷線、梶が谷駅→野川台公園前間に深夜バスを新設（平日・土曜）。
- 2003年（平成15年）3月19日 - 梶が谷線と野川線を統合、梶が谷鷺沼線となる（深夜バスについては梶が谷駅→野川台公園前間のみ）。野川線を担当していた川崎営業所が担当から外れ、全て高津が担当。
- 2005年（平成17年）7月16日 - 東急トランセ管理委託路線化。
- 2007年（平成19年）10月1日 - 鷺沼駅側からの深夜バスを新設、梶が谷駅発の深夜バスを一部鷺沼駅へ延長[14]。
- 2009年（平成21年）4月1日 - 高津から虹が丘営業所に移管。これによりトランセ委託から直轄に戻る。ただし「宮崎小学校→鷺沼駅」の1便のみ、高津営業所所管が継続。
- 2023年（令和5年）10月1日 - 新型コロナウイルス感染症に伴い運休していた深夜バスの運行を試験的に再開。ただし、この深夜バスは高津営業所所管となる。[15]
- 2023年（令和6年）3月31日 - 上記の深夜バスの試験運行を終了し、深夜バスが正式に廃止となる。[16]
- 2024年（令和6年）4月1日 - 平日夜間の一部便（梶が谷駅→野川台公園前の区間便）の運行を高津営業所へ移管。[16]

田園都市線梶が谷・鷺沼の両駅を、鉄道の駅から離れた野川台地区を経由して結ぶ。野川台地区は、多摩田園都市構想の最初期にモデルケースとして開発されて以来、50年以上の歴史を持つ。

この路線の前身となった野川線は、昭和50年代までは川崎営業所の野川久末線（現・杉09系統）と組み合わさって、小杉駅まで運行していた。その後、梶が谷駅から野川台への最短ルートとして梶が谷線が開設される。1981年（昭和56年）に野川線が分断され、鷺沼駅と小杉駅それぞれから野川台で折り返す形となった。梶が谷駅から野川台で折り返す梶が谷線はそのまま残り、2003年（平成15年）、運行の効率化を狙って梶が谷線と野川線は統合された。
運行本数はあ27系統、た41系統の次に多く、平日日中は約10分間隔で運行されており、さらに本数が増える朝夕ラッシュ時を中心に利用者が多い。梶が谷駅 - 野川台公園前間の区間便は主に平日朝に運行され、最混雑時間帯は鷺沼駅発着の便と併せ、概ね3 - 4分間隔で運行されている。かつては深夜バスが平日と土曜に運行され、平日の梶が谷駅発最終便は、田園都市線下り最終電車に接続する形で午前1時過ぎまで設定があった。コロナ禍での運休を経て、2023年10月1日より試験的に深夜バスの運行を再開していたが、2024年3月31日の運行をもって廃止された。
路線環境上、標準尺車・短尺車での運行となっており基本的に長尺車は充当しない。

### 犬蔵線
- た81（内回り）：たまプラーザ駅→宮前美しの森公園→くすのき公園→美しの森中央→たまプラーザ駅
- た83：たまプラーザ駅 - 宮前美しの森公園 - 犬蔵 - 白幡八幡 - おし沼 - 向ヶ丘遊園駅南口（川崎市バス鷲ヶ峰営業所→菅生営業所→鷲ヶ峰営業所菅生車庫[注釈 2] →鷲ヶ峰営業所[注釈 3]と共同運行）

歴史
- 2009年（平成21年）11月1日 - 運行開始。
- 2016年（平成28年）8月1日 - 社会実験路線として「た83」を運行開始。
- 2017年（平成29年）
  - 3月26日 - 「た83」の共同相手の川崎市バスの所管が鷲ヶ峰営業所から菅生営業所（同日に神奈川中央交通東への管理委託が解除され川崎市バス直営化）に変更。
  - 4月1日 - 「た83」の本格運行が開始。
- 2021年（令和3年）7月1日 - 「た82」を「た81」に統一し廃止。

たまプラーザ駅と美しの森地区を結ぶ。2021年6月30日までは、時間帯によって始発から11時までは内回り、12時から終車までは外回りと回り方が変わっていたが、翌7月1日のダイヤ改正でた82系統(外回り)は廃止され、た81系統(内回り)に統一された。
たまプラーザ駅を発車すると、次の停留所で川崎市内に入り、新興住宅地を循環してたまプラーザ駅に戻ってくる。このため、短距離ではあるが川崎市内運賃区間が設けられている。ただし、2023年3月16日の川崎市内運賃改定でこの区間も横浜市内運賃と同額となった。平日は通勤客を重視し、土休日は日中を重視したダイヤが組まれている。
2016年8月1日に、路線バス社会実験として美しの森から先、犬蔵・白幡八幡・生田緑地入口を経由して向ヶ丘遊園駅を結ぶ「た83」の運行を開始。川崎市バスとの共同運行で、たまプラーザ駅を利用する場合のみ横浜市内運賃が適用となり、それ以外の区間では川崎市内運賃が適用される。日中のみの運行でおよそ40分間隔で走る。社会実験のため、2017年3月31日（運行当初は同年1月31日）までの期間限定で運行され、2017年4月1日から本格運行が開始となった。運行経路・運行本数や時間の変更はなし。なお、川崎市バスは2022年10月1日に川崎市内運賃の改定を行なっていた。しかし、2024年3月24日に東急バスが再度運賃改定を行い、大人230円・子供120円（ICの場合は115円）に引き上げ上げられたが、市バス側の運賃改定が行われなかったため、現在は市バス運行便の方が安い（大人220円・子供110円のまま）。
た81系統は基本的に短尺車・標準尺車での運行となっており、長尺車が充当することは稀である。また、た83系統はバックカメラ付きの短尺車が充当する。
2022年3月27日に、川崎市バス鷲ヶ峰営業所菅生車庫の車両運用や運行業務が、鷲ヶ峰営業所本体に全て集約されたため、同日のダイヤ改正より市バス担当便は、再び鷲ヶ峰営業所所管となった。

### 聖マリアンナ医大線
- 鷺31：鷺沼駅 - 犬蔵 - 清水台 - 蔵敷 - 長沢 - 聖マリアンナ医科大学 [注釈 4](小田急バス登戸営業所・川崎市バス鷲ヶ峰営業所と共同運行、2018年10月1日運行開始）

2018年10月1日より運行が開始された新路線。小田急バス・川崎市バスとの3社局共同運行となる。東急バスとしては初の聖マリアンナ医科大学へ乗り入れる路線となった。なお、小田急バスとしても初の鷺沼駅乗り入れ路線となる。また、小田急バスの川崎市内運賃の改定は2023年5月15日に行われたが、こちらも2024年6月1日に再度運賃改定を実施し、大人240円・子供120円（IC50円）となったため、現在は3社局で運賃が一切統一されていない。

基本的に全便短尺ノンステップバスでの運行となる。

### 市ケ尾高校循環線
- 市44：市が尾駅→緑県税事務所→市ケ尾高校→大場町入口→上市ヶ尾→青葉区総合庁舎→緑県税事務所→東口商栄会通り（降車専用）→市が尾駅
  - 2022年11月16日より運行が開始された[2]。平日朝2本のみで、土休日は運行なし。なお、休校期間中は平日も全便運休となる。（市が尾駅8番のりば 7時57分発・8時25分発）

### 契約輸送
- 市が尾駅 - 伊藤忠テクノソリューションズ（平日のみ運行）

伊藤忠テクノソリューションズ（CTC）の関係者のみ利用できる。横浜市営バス308系統の二の丸停留所付近にあるCTC横浜コンピュータセンターへの通勤輸送を担う。通常は専用車(NJ1362号車・NJ1363号車)で運行し、検査等で使用できない車両がある場合は一般車(バックカメラ付き短尺車)で運行される。なお2022年3月に運行営業所が新羽営業所に変更されたため、専用車は2台とも新羽営業所に転属した。さらにその後2運用のうち1運用が東山田営業所に変更されたため、1362 号車は東山田営業所に転属した。
- 和光鶴川小学校・和光中学校 - 黒川駅 - 栗平 - 平尾バス停先 動物病院前 - 白山小学校 - 王禅寺小学校前 - 裏門坂 - 虹が丘営業所前 - すすき野2丁目 - 嶮山スポーツガーデン - 大場中央 - みすずが丘大場地区会館付近 - 江田駅北口コンビニ向かい - あざみ野駅東口 - たまプラーザ駅南口バスロータリー11番バス乗り場 - すすき野入口 (神奈川中央交通町田営業所と共同運行)

和光鶴川小学校・和光中学校の児童（生徒）のみ利用できる。専用車(NJ786号車)で運行される。朝の登校便はすすき野入口～すすき野2丁目間で乗車できるバスと虹が丘営業所～黒川駅南口間で乗車できるバスが別々に設定される。なお2024年6月頃に和光学園のスクールバスが神奈川中央交通およびプリンシプル自動車に移管されたため、東急バスとしての運行は終了。専用車のNJ786号車もこれと同時に廃車された。
- 療育センターあおば

　専用車にて運行される。

## 移管路線

### 空港・ディズニーリゾート路線
- たまプラーザ駅 - 羽田空港（京浜急行バス・川崎鶴見臨港バスと共管）
- 新百合ヶ丘駅 - たまプラーザ駅 - 成田空港（小田急バス・京成バスと共管）
- たまプラーザ駅 - 東京ディズニーリゾート（京成バスと共管）

いずれの路線も日吉元石川線を経由し都筑ICから第三京浜道路に入り、首都高速神奈川2号三ツ沢線・首都高速神奈川1号横羽線・首都高速神奈川3号狩場線経由で首都高速湾岸線に入り、羽田空港・東京ディズニーリゾート、東関東自動車道経由で成田空港へ至る路線であった。
2006年3月16日に市43系統が横浜市営バスから移譲された際、車庫の容量が足りなくなるため新羽営業所へ移管。

### 契約輸送
- 市が尾駅 - 伊藤忠テクノソリューションズ（平日のみ運行）

伊藤忠テクノソリューションズ（CTC）の関係者のみ利用できる。横浜市営バス308系統の二の丸停留所付近にあるCTC横浜コンピュータセンターへの通勤輸送を担う。通常は専用車(NJ1362号車・NJ1363号車)で運行し、検査等で使用できない車両がある場合は一般車(バックカメラ付き短尺車)で運行されていた。
2022年4月1日に新羽営業所へ移管され、同時に専用車2台も新羽営業所へ転属している。

## 廃止路線

### 空港路線
- 新百合ヶ丘駅 - 羽田空港（小田急バス・京浜急行バスと共管）

前述の通り、2006年3月16日に新羽営業所へ移管していたが、2023年2月28日をもって東急バスのみ廃止された。小田急バス・京浜急行バスは現在も運行を継続している。

### ニュータウン線
- あざみ野駅 - 西勝寺前 - サントゥール中川 -牛久保西二丁目- 茅ヶ崎新道 - 御影橋 - 川和高校入口 - 市が尾駅
  - 1990年3月1日 - 開設。横浜市営バス306系統（当時）と共同運行。
  - 1993年3月18日 - 横浜市営地下鉄開業に伴い廃止。

### ニュータウン北線
- た92：たまプラーザ駅 - 研究所前 - 北山田駅 - サレジオ学院 - センター北駅 - センター南駅

2021年11月1日のダイヤ改正をもって廃止、終日センター北駅発着（た91系統）に統一された。

### 元石川線
- た52：たまプラーザ駅 - 覚永寺循環
  - 1991年9月16日 - たまプラーザ駅 - 覚永寺循環（後のた52系統）開設。
  - 2001年11月16日 - 系統番号付与。
  - 2003年7月15日 - 新25系統新設に伴い代替される形で廃止。
    - た52系統はたまプラーザ駅から元石川・平津を経由したまプラーザ駅に戻る片循環であった。新設された新25系統と経路がかぶるため廃止になる。

- 江田駅→鷺沼駅入口→たまプラーザ駅系統（系統番号なし）
  - 1966年6月1日 - たまプラーザ駅 - 平津 - 国道246号経由 - たまプラーザ駅系統開設（後の江田駅→鷺沼駅入口→たまプラーザ駅系統）。
  - 2003年9月15日 - 廃止。
    - 江田駅→鷺沼駅入口→たまプラーザ駅系統は末期には片道一本しかなかったが、廃止になった。また、この系統は路線図に記載がなかった。なお、運行時刻がちょうどスーパーの開店時刻と重なるためか、乗客無しということは無かった。石川と石川坂上（いずれも廃止）、鷺沼公園前と大坪（現在は深夜バス鷺21系統のバス停）との間が川崎市内運賃と横浜市内運賃の境界となっていた。

### あざみ野線
- あざみ野駅→西勝寺前→驚神社前→山内小学校→あざみ野駅
  - 1993年3月18日 - あざみ野駅 - 西勝寺循環開設。
  - 2002年9月17日 - 廃止。
    - ニュータウン線廃止に伴い、あざみ野駅 - 驚神社の免許を維持するために設けた路線。一日一循環のみで、車両の運用がつかないと運休することもしばしばあった。バス車内の路線図や時刻表に記載はなく、利用者も全くいなかった。あざみ野駅2番乗り場発着で、このバス停にのみ路線図が記載されていた。

### 黒須田みすず線
- あ73：あざみ野駅→あざみ野三丁目→大場坂上→黒須田→嶮山スポーツガーデン→大場中央→大場坂上→みすずが丘→あざみ野駅（黒須田・嶮山・みすずが丘循環）
- あ74：あざみ野駅→みすずが丘→大場坂上→大場中央→嶮山スポーツガーデン→黒須田→大場坂上→あざみ野三丁目→あざみ野駅（みすずが丘・嶮山・黒須田循環）
  - 2002年2月16日 - あ71系統とあ72系統を統合し開設。
  - 2009年4月1日 - 廃止。全便嶮山スポーツガーデン止まり(あ71・あ72系統)に変更。
    - 黒須田線あ71系統とみすずが丘線あ72系統を統合、「8の字循環」に転換する形で設けられた路線。日中のみの運行であった。徐々に運転時間帯が縮小し、再び全便嶮山スポーツガーデン止まりに戻った。

### あざみ野線
- あ25：あざみ野駅 - もみの木台 - 虹が丘団地 - すすき野団地 - 蓬谷戸 - 保木 - 美しが丘西

2019年4月1日廃止。

### 嶮山線
- た62:たまプラーザ駅→満願寺→大場町→あざみ野ガーデンズ→元石川高校→満願寺→たまプラーザ駅

2019年7月1日、循環線外回りとしての運行終了。「たまプラーザ駅→あざみ野ガーデンズ」間と「あざみ野ガーデンズ北→たまプラーザ駅」間で区間分割され（系統番号は同じ）、日中に「あざみ野ガーデンズ北」発たまプラーザ駅行きを少数運行するほかは、夜のたまプラーザ駅発「あざみ野ガーデンズ」行きの1便のみとなっている。
なお、大場町→あざみ野ガーデンズ→元石川高校→満願寺→たまプラーザ駅間の経路は「た63」系統と重複している。

### 犬蔵線
- た82（外回り）：たまプラーザ駅→美しの森中央→くすのき公園→宮前美しの森公園→たまプラーザ駅

2021年7月1日のダイヤ改正でた81系統に統一し、廃止された。

### 新百合線
- 新21：新百合ヶ丘駅 - 真福寺 - 裏門坂 - 虹が丘営業所 - もみの木台 - あざみ野ガーデンズ
- 新23：新百合ヶ丘駅 - 真福寺 - 裏門坂 - 虹が丘営業所 - もみの木台 - あざみ野ガーデンズ - あざみ野駅

歴史
- 1989年（平成元年）4月10日 - 新百合ヶ丘駅 - 嶮山スポーツガーデン間の新21系統開設（小田急バスと共管）。
- 1991年（平成3年）6月16日 - 終点をあざみ野駅まで延長し、新23系統開設（小田急バスと共管）。
- 2012年（平成24年）4月1日 - 新21系統が東急バス単独の運行となる
- 2022年（令和4年）10月16日 - 共同運行相手の小田急バスが営業所移転のため、新百合ヶ丘営業所所管に変更。
- 2023年（令和5年）9月1日 - 新21・新23を小田急バスに全便移管し、東急バスとしては廃止[4]。

共にターミナル駅である小田急線新百合ヶ丘駅と田園都市線・横浜市営地下鉄ブルーラインあざみ野駅を結ぶ路線。新百合ヶ丘駅から桐蔭学園が設置する諸学校への通学輸送も担う。区間便の新21系統は平日土曜の朝に4本のみ運行されていたが2012年4月1日のダイヤ改正で平日1本、土曜新百合方向朝2本、休日昼間1本の運行になり東急単独となった。出入庫はあ24系統で行う。
利用客が多いため標準尺車を充当しており、通常は短尺車は充当しない。一方、共同運行相手の小田急バスは標準尺車が導入されていないため全便短尺ノンステップバスで運行している。また、小田急バスは町田営業所が所管しているが、2022年10月16日のダイヤ改正で町田営業所が新百合ヶ丘営業所の開設と引き換えに廃止となるため、この路線も移管された。
1時間あたりの運行本数は朝夕で5 - 7本、日中は毎時4 - 5本がほぼ等間隔に運行されている。
前述のあざみ野線と虹が丘小学校 - あざみ野駅間で並行するが、あざみ野駅での乗り場を分けることにより、遠近分離を図っている。
2023年8月31日をもって、新21・新23系統は東急バスとしての運行を終了。翌9月1日以降は全便が小田急バスでの運行となった。なお小田急バスとして新21は、事実上の復活となる他、早朝深夜時間帯に、あざみ野駅 - 王禅寺中央中学校前間の区間便も新設された。

### 稗原線
- 新25：新百合ヶ丘駅 - 田園調布学園大学前 - 潮見台 - 稗原 - 覚永寺 - たまプラーザ駅

歴史
- 2003年（平成15年）7月15日 - 開設。当初から小田急バスと共同運行。
- 2013年（平成25年）6月2日 - 共同運行相手の小田急バスが営業所移転のため、登戸営業所所管に変わる。
- 2023年（令和5年）7月30日 - 小田急バスの所管を新百合ヶ丘営業所に変更。
- 2023年（令和5年）9月1日 - 新百合ヶ丘駅発着便を小田急バスに全便移管し、東急バスとしては廃止[4]。

新百合ヶ丘駅とたまプラーザ駅を尻手黒川道路・日吉元石川線経由で結ぶ路線である。新百合ヶ丘駅から山口台中央を経由し日光から尻手黒川道路に、稗原（ひえばら）で日吉元石川線へ、平崎橋からたまプラーザ駅方面へ入る。開設当初から小田急バスとの共同運行を行っており、共通定期券の取り扱いを行っている。
2社合わせて、新25の通し便は平日日中は30 - 50分に1本程度の本数で運行間隔が不均等でダイヤがパターン化されていないのに対し、土休日日中は30分に1本の等間隔ダイヤとなっており平日と土休日でダイヤが大幅に異なり、土休日の方が本数が多いのが特徴である。平日朝夕でも日中と同程度で本数は増えない。
日吉元石川線・尻手黒川道路の延伸を期に2003年7月15日に新設。この路線の開通に伴い、経路が重複する元石川線た52系統覚永寺循環は廃止した。同時にたまプラーザ駅 - 田園調布学園大学の輸送を担うことになり、それまで田園調布学園大学へ乗入れていた た71系統は乗り入れを止め美しが丘西止まりに再び戻った。新25系統は小田急バスにとっては初のたまプラーザ駅乗り入れ路線で、小田急バスは当初は生田営業所担当であったが、2013年6月2日の登戸営業所開設に伴いこの路線も登戸に移管された。その後、2023年7月30日に新百合ヶ丘営業所に移管されている。
2023年8月31日をもって、新百合ヶ丘駅発着便は東急バスとしての運行を終了。翌9月1日以降は全便が小田急バスでの運行となった。また、同改正では吹込 - たまプラーザ駅間の区間便が新設された。なお、虹が丘営業所発着便はた64系統に変更されている（前述）。

### 市が尾線
- 柿23：柿生駅北口 - 早野 - 桐蔭学園入口 - 上市ヶ尾 - 市が尾駅（小田急バス新百合ヶ丘営業所と共同運行）

歴史
- 2010年（平成22年）7月1日：柿23系統が青葉台営業所より移管される[注釈 5]。ただし、青葉台営業所の入出庫路線の市が尾駅 - 青葉台営業所は同営業所の他の路線の入出庫として残っている。
- 2011年（平成23年）9月1日：小田急バスとの共通定期券の取扱を開始。
- 2022年（令和4年）10月16日 - 共同運行相手の小田急バスが営業所移転のため、新百合ヶ丘営業所所管に変更。
- 2023年（令和5年）9月1日 - 小田急バスに全便移管し、東急バスとしては廃止[4]。なお、市が尾駅 - 上鉄鴨志田口間の共通定期券は、引き続き市43及び青葉台営業所所管の青27で取り扱う。

小田急小田原線柿生駅と東急田園都市線市が尾駅を結ぶ主要路線である。基本的には短尺車・標準尺車での運行となっているが、小田急バス柿22系統の運行本数が少ない時間帯を中心に一部区間で混雑が激しいこともあり、撤退時点では長尺車での運用も時折見られていた。
柿生駅北口を出ると上麻生交差点から横浜上麻生道路に入り小田急線を柿生新橋で渡り鉄町まで直進、鉄町からは旧道経由で青葉区総合庁舎付近まで進む。途中の新中野橋停留所は、東急バス（神奈中も同様）での読み方は「しんなかのばし」であるのに対し、小田急バスは「しんなかのはし」となっている。他の市が尾駅発着のバス同様に、市が尾駅方面のみ東口商栄会通り停留所（降車のみ）を経由する。桐蔭学園前 - 市が尾駅の生徒輸送は市が尾中山線、桐蔭学園前 - 柿生駅の生徒輸送は小田急バス柿22系統が受け持つ。この路線は終車が21時台と他路線より早い。また、前述の新23と同様に、小田急バスは町田営業所が所管しているが、2022年10月16日に町田営業所が新百合ヶ丘営業所開設と引き換えに廃止となるため、この路線も移管された。
また、神奈川中央交通がこの柿23系統と同じルートを通り、柿生駅北口からさらに小田急バスの柿24系統に沿って京王相模原線若葉台駅まで運行する柿26系統を持つが、土曜（2020年9月5日までは休日）に1往復のみの設定で平日は運行されない（かつては神奈中バスも柿23系統を担当していた）。なお、柿26は2024年3月16日のダイヤ改正に先駆けて、同年3月9日をもって運行終了となった。
2023年8月31日をもって、東急バスとしての運行を終了。翌9月1日以降は全便が小田急バスでの運行となった。なお、上鉄鴨志田口 - 市が尾駅間は、前述の通り共通定期券の取り扱いが継続されている。

### 団地線（深夜バスのみ鷺21系統）
- 鷺21：鷺沼駅→鷺沼公園前→たまプラーザ駅→あざみ野駅→もみの木台→虹が丘団地→虹が丘二丁目→虹が丘営業所（深夜バス）[22]

田園都市線下り渋谷発鷺沼行き最終電車に接続する深夜バスで、平日のみの運転。客数によっては増車もある。 書類上は団地線に含まれるが、あざみ野駅より先はあ28系統と経路が重なり実質あざみ野線の最終バスである。なおこのバスの開設に伴い江田駅 - 鷺沼駅入口 - たまプラーザ駅系統廃止で一度消滅した鷺沼小学校・鷺沼公園前・大坪の停留所が復活した。コロナ禍の影響で運休が続いていたが、運行再開することなく、2024年3月8日付で正式に廃止となった。

## 車両

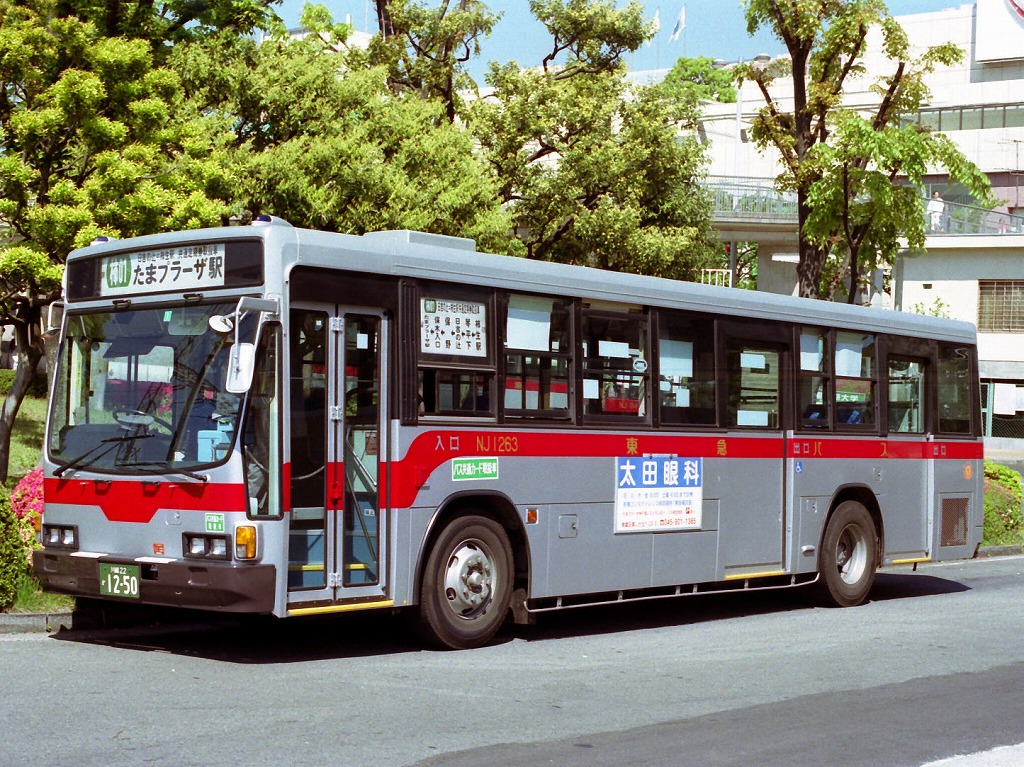
かつて配置されていた3ドア長尺車

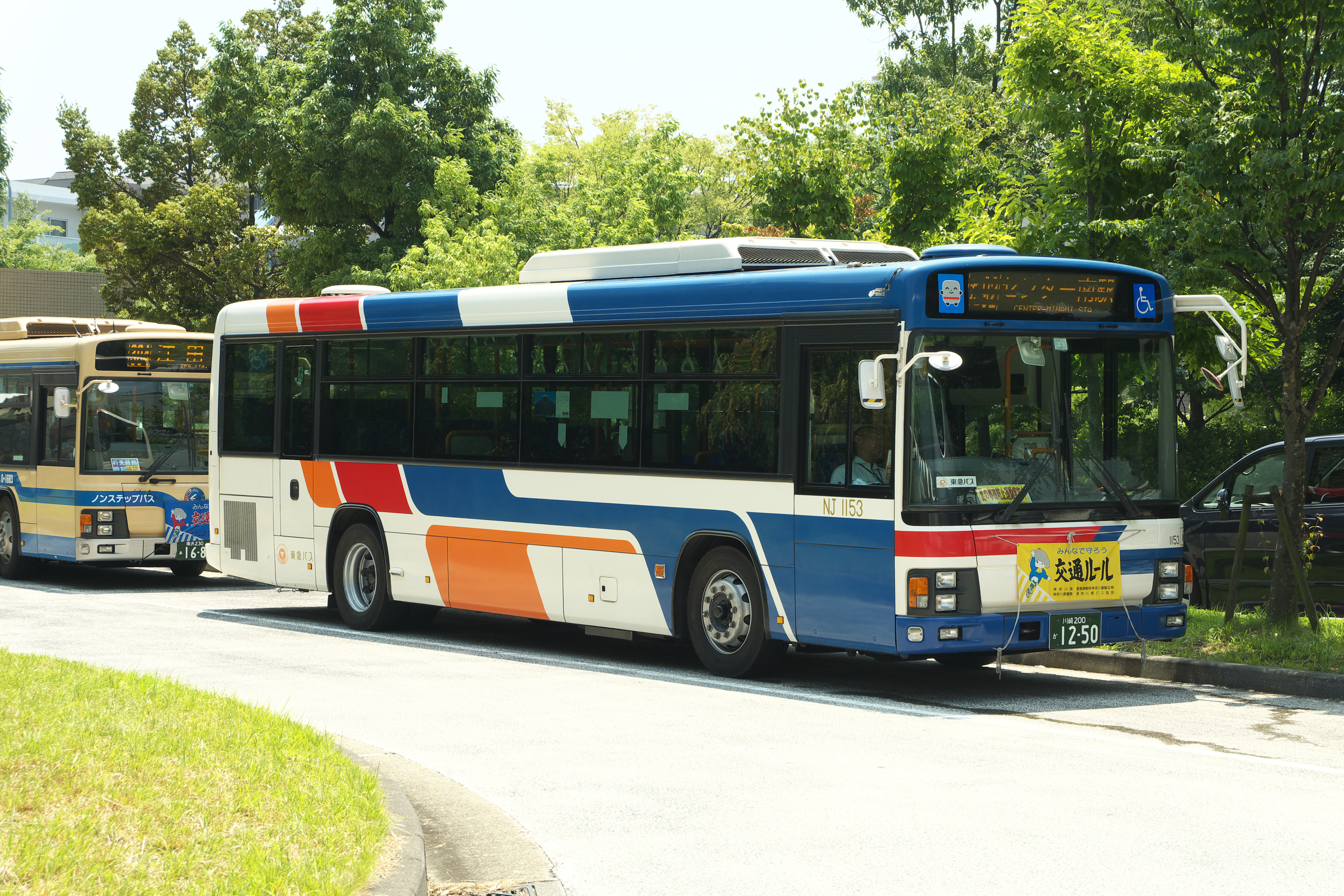
20周年記念観光塗装車

現在虹が丘営業所に配置されている一般路線車は、いすゞ・日野・三菱ふそう、UDトラックスからなる全メーカーの車種があり、2021年現在東急バス最多の123台のバスが配属されている。なかでもいすゞと三菱ふそうの比率が高い。過去には大型3ドア長尺車で、全座席が三方シートというオールロングシートのみのいすゞ車が大量配置されていたが、自動車排出ガス規制に伴い、現在では全車廃車されている。車種は契約輸送用車両を除き大型車のみで短尺車・標準尺車・長尺車まで配置されている。長尺車は一部路線に制約があるが、短尺・標準尺車のワンステップ車は、基本的に管内全路線で共通運用されている。また、標準尺ノンステップバスは長尺車と同じ扱いをされている。ニュータウン北線は、原則として他営業所から転属してきたノンステップ車を充当していたが、最近ではワンステップ車の運用がメインで標準尺車や長尺車も使用されるほか、ニュータウン北線以外の路線でも、ノンステップ車が使用されることが多くなっている。
2002年度以降は、ワンステップバスのみが増備されており、東急バスでは唯一ノンステップバスの新製配置が全くない営業所であったが、2010年10月のニュータウン北線移管時に弦巻・川崎・東山田営業所からいすゞと三菱ふそうのノンステップバスを受け入れ、これにより東急バスの全営業所にノンステップバスが配置されることになったほか、2015年度には三菱ふそう製の標準尺ノンステップ車が初めて新製導入されている。市が尾中山線移管に伴い、全車がLED行先表示器を使用するようになった。同時に、従来配置されていた空港・ディズニーリゾート路線専用の高速路線用のバスは新羽営業所に路線が移管されたため、全車新羽営業所へ転属した。以前は日野製ワンロマ車の旧NJ948が配置されていたこともあったものの、その後は長らく長尺ワンロマ車が存在しなかったが、2012年6月に新羽営業所と青葉台営業所から三菱ふそう製、日野製のワンロマ車が転入し、長尺ワンロマ車の配置が一時的に復活したが（ワンステップのワンロマ車は初登場。ただし、三菱ふそう製ワンロマ車は2012年8月に高津営業所に転属、日野製ワンロマ車は2012年9月に目黒営業所に転属したため、再び配置がなくなった）、その後の2020年秋と2021年夏ごろに青葉台営業所より3台が転入し、再度配置が復活した。その他、和光学園のスクールバスであるNJ786(いすゞエルガツーステップ)が配置されている。
梶が谷鷺沼線の移管により、高津営業所から日野車（628・629・633・734・735）や三菱ふそう車（581・582・8782 - 8785・886 - 889）、それに加え東山田営業所からいすゞ車（780・781）の計17台のワンステップバスが転入してきた。また、2010年10月にニュータウン北線が東山田営業所から移管される際には弦巻・川崎・東山田の各営業所からいすゞと三菱ふそうのノンステップバスが転属している。これが虹が丘で初のノンステップバスとなる。同時に、高津営業所からワンステップ車のUD製701･702と日野製444（後に高津に復帰）などが移籍している。
2011年度に新車で導入されたNJ1153は、東急バス創立20周年を記念し、観光バス現行塗装（マーキュリーカラー）となっている。
2015年度に新車で導入された三菱ふそう製のNJ1574 - NJ1576は社番と登録番号の数字部分が一致している。これは1996年度に導入された川崎営業所のUD車KA1511 - 1515以来約20年ぶりとなる。